# Podbořany
Podbořany (niem. Podersam) − miasto w Czechach, w kraju usteckim, w powiecie Louny.
Według danych z 31 grudnia 2011, powierzchnia miasta wynosi 6 012 ha, a liczba jego mieszkańców 6 335 osób.
W mieście jest stacja kolejowa Podbořany.

## Historia
Najstarsze świadectwa zamieszkania tego terenu datowane są na czasy neolitu. Na pobliskim wzgórzu Rubin prawdopodobnie znajdowała się mityczna słowiańska osada Wogastisburg, gdzie w 631 lub 632 roku odbyła się bitwa pomiędzy królem Dagobertem I a słowiańskim wodzem Samonem. Pierwsza pisemna wzmianka o miejscowości pochodzi z 1369 roku. 11 listopada 1575 roku Podbořany otrzymały prawa miejskie.
Do roku 1960 należały do powiatu karlowarskiego. Po roku 1960 zostały przyłączone do powiatu Louny, a następnie do powiatów Chomutov, Karlowe Wary, Rakovník i Pilzno Północ.

## Demografia
| Rok             | 1970  | 1980  | 1991  | 2001  | 2003  | 2006  | 2009  | 2011  |
| --------------- | ----- | ----- | ----- | ----- | ----- | ----- | ----- | ----- |
| Liczba ludności | 5 723 | 5 917 | 5 913 | 6 112 | 6 212 | 6 229 | 6 397 | 6 335 |

Stan na 31 grudnia.